# Mesjid Ulim Baroh
Mesjid Ulim Baroh is een bestuurslaag in het regentschap Pidie Jaya van de provincie Atjeh, Indonesië. Mesjid Ulim Baroh telt 673 inwoners (volkstelling 2010).